# Бајрсброн
Бајрсброн (њем. Baiersbronn) општина је у њемачкој савезној држави Баден-Виртемберг. Једно је од 16 општинских средишта округа Фројденштат. Према процјени из 2010. у општини је живјело 15.826 становника. Посједује регионалну шифру (AGS) 8237004.

## Географски и демографски подаци
Бајрсброн се налази у савезној држави Баден-Виртемберг у округу Фројденштат. Општина се налази на надморској висини од 584 метра. Површина општине износи 189,7 km². У самом мјесту је, према процјени из 2010. године, живјело 15.826 становника. Просјечна густина становништва износи 83 становника/km².